# Cascata do Aveiro
A cascata do Aveiro é a queda de água mais alta de Portugal, localizada na
 Área da Paisagem Protegida da Baía da Maia, na freguesia de Santo Espírito, concelho de Vila do Porto, na costa sudeste da ilha de Santa Maria, nos Açores.
Com cerca de 110 m de altura na arriba terminal da Ribeira Grande, localmente conhecida por Ribeira dos Lagos, está encaixada num semi-circo de erosão que cai na vertical ladeada por vertentes de disfunções prismáticas resultantes de escoadas lávicas basálticas subaéreas e lavas em almofada de origem submarina, integradas no Complexo Vulcânico do Pico Alto (Pliocénico).
Está enclausurada até à foz em currais de rocha basáltica proveniente dos depósitos de vertente transformados para a plantação de vinhedos. O último percurso hídrico é conhecido por Ribeira do Aveiro.
É um geossítio de interesse científico e geoturístico do Geoparque dos Açores, integrado na rede natura 2000.
Foi inserido no Parque Natural da Ilha de Santa Maria, criado pelo Decreto Legislativo Regional n.º 47/2008/A, de 7 de novembro, e alterado pelo Decreto Legislativo Regional n.º 39/2012/A, de 19 de setembro.